# Lavaqueresse
Lavaqueresse é uma comuna francesa na região administrativa de Altos da França, no departamento de Aisne. Estende-se por uma área de 4,44 km². Em 2010 a comuna tinha 207 habitantes (densidade: 46,6 hab./km²).